# Крістіан Дафідсгефер
Крістіан Дафідсгефер (нім. Christian Davidshöfer) — старший майстер паливного заводу. Кавалер Лицарського хреста Хреста Воєнних заслуг (5 червня 1943).